# مدخلات (حوسبة)

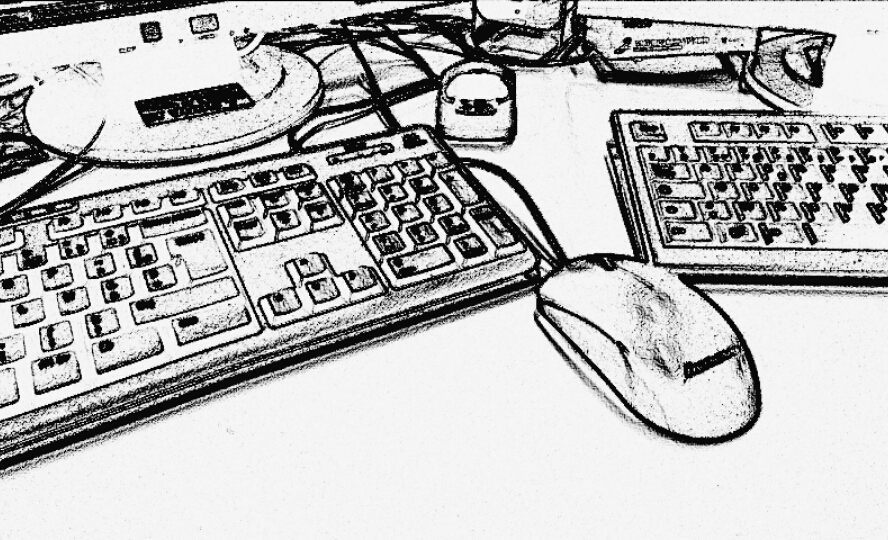
مجموعة أجهزة ملحقة بالحاسوب تساعد في ادخال البيانات مثل لوحة المفاتيح والفارة وغيرها

المدخلات هي أي جهاز أو آلة لها القابلية على إدخال المعلومات والبيانات إلى ذاكرة جهاز الحاسوب.
أما البيانات والمعلومات فهي مجموعة من نصوص الكتابة، أو الأرقام، أو ملفات الصور والأصوات وقد تكون ملفات من مقاطع الفيديو غير المعالجة، ولكي يتعرف عليها الحاسوب يجب أن يكون هناك برنامج مناسب (وهو مجموعة من البيانات التي تقوم بتبليغ الحاسوب بماذا يفعل)، ويمكن التحكم بالبرامج بواسطة لوحة المفاتيح، والفأرة، أو أي مدخل ثانوي آخر.

## لوحة المفاتيح
هي مدخل يحتوى على مجموعة من الأزرار تمكن المستخدم من التحكم بالبرامج وإعطاء الأوامر للحاسب الآلي، وتحتوى لوحة المفاتيح لجهاز الحاسوب المكتبي (desk top) على ما يقارب 101 - 105 زر وأما لوحة المفاتيح الخاصة بالجهاز المحمول (LAP TOP) فتحتوي على ما يقارب 85 زرا.
ويمكنك من خلال أزرار الكتابة (typing area) كتابة الأحرف والأرقام والعلامات وبعض الأزرار المستخدمة كثيرا، والآن كثير من لوحات المفاتيح تحتوى على أزرار الخاصة بـ”enchanced keyboard” وهي الأزرار التي تساعدك في استخدام النظام ويمكنك رؤيتها في اللوحة الخاصة بك في أعلاها وهي تبدأ بالحرف “F” وعددها 12 زر يبدأ بـ”F1″ وينتهي بـ”F12″ وأيضا مفتاحين الـ”ALT” و“CTRL”.
وعموما يمكنك توصيل لوحة المفاتيح أما عن طريق فتحة PS/2 الموجودة في اللوحة الأم (MOTHER BOARD) أو عن طريق منفذ تسلسلي عام الـ”USB” وعادة ما يكون لاسلكي.